# Kaspar de draak
Tom Poes en Kaspar de draak of kortweg Kaspar de draak is het twaalfde verhaal van de Bommelsaga, geschreven en getekend door Marten Toonder. Het verhaal verscheen voor het eerst op 20 mei 1942 en liep tot 20 juni van dat 1942 in stroken in De Telegraaf. Het thema is een draak als trofee.
Het verhaal vormt een rechtstreeks vervolg op Het monster-ei.

## Samenvatting
Heer Bommel, Tom Poes, Wammes Waggel en Kaspar de draak keren na het vorige verhaal naar Bommelstein terug. Heer Bommel vindt het opeens deftig een huisdraak te hebben en Kaspar graast tevreden op de grasvelden van het kasteel. Bediende Joost kondigt het bezoek aan van een vreemdeling, die Elle Pijp heet en van hetzelfde eiland komt waar Tom Poes Kaspar gevonden heeft. Hij wil Kaspar mee terugnemen en wil er zelfs voor betalen, maar Wammes jaagt hem weg, omdat hij niet wil dat Kaspar verkocht wordt. 
Elle Pijp verzamelt een groep monsters en wildemannen om het kasteel te overvallen. Ze weten echter alleen heer Bommel te gijzelen. Tom Poes treft een ravage aan op slot Bommelstein en krijgt via Wammes Waggel een verslag van de overval. Kaspar wilde niet mee met de wildemannen en heeft ze weggeblazen, waarop de wildemannen heer Bommel hebben ontvoerd. Ze hebben de kasteelheer opgesloten om hem te kunnen ruilen tegen Kaspar. Tom Poes gaat op de rug van Kaspar de overvallers achterna.
Eenmaal aangekomen loopt Kaspar in een valkuil, Tom Poes weet niet hoe hij hem moet redden en besluit om even de omgeving te verkennen. Helaas wordt hij gevangengenomen en opgesloten bij heer Bommel. Elle Pijp besluit om Kaspar zelf uit de kuil te trekken maar Kaspar weet te ontsnappen. Hij bevrijdt Tom Poes en heer Bommel en alle drie keren ze terug naar Bommelstein.
Tom Poes prijst vooral Kaspar de draak. Hij houdt heer Bommel voor dat ze deze keer allebei niet echt handig hebben opgetreden.

## Voetnoot
1. ↑  Resultaten | Delpher. www.delpher.nl. Geraadpleegd op 28 september 2023.